# 하세 미키
하세 미키(일본어: 長谷 美希 はせ みき[*], 1990년 1월 23일 ~ )는 일본의 여성 성우. 히로시마현 출신. 81프로듀스 소속.

## 주요 출연작

### 애니메이션
- 세기말 오컬트 학원 - 유치원생
- B형H계 - 사카이 카오리
- 카드 파이트 뱅가드 - 우즈라 엔도
- 아이카츠! - 히카미 아즈사
- 이 멋진 세계에 축복을! - 아쿠시즈교, 여자 마법사(1기 4화), 서큐버스
- 해피니스 차지 프리큐어! - 타카노 레이
- ViVid Strike! - 캐리 타셀, 아딜 테르스타, 린네의 초등학생 시절 가해학생
- 경계의 린네 - 아네트 선생의 어머니
- 내 여자친구가 너무 성실한 처녀 빗치인 건 - 시즈모리 사요

### 게임
- 앙상블 걸즈!! - 세가와 카에데
- 에이지 오브 이슈타리아 - 요리마사, 키요히메, 아토스